# Twenty Twenty
Twenty Twenty è l'undicesimo album in studio del cantante irlandese Ronan Keating, pubblicato nel 2020.

## Tracce
1. Forever Ain't Enough – 4:04
2. Little Thing Called Love – 3:09
3. One of a Kind (with Emeli Sandé) – 3:41
4. Only Lovers – 3:37
5. Forever and Ever, Amen (with Shania Twain) – 3:20
6. Love Will Remain (with Clare Bowen) – 3:09
7. The One (with Nina Nesbitt) – 3:26
8. The Big Goodbye (with Robbie Williams) – 4:32
9. Lovin' Each Day (2020 version) – 3:29
10. When You Say Nothing at All (2020 version with Alison Krauss) – 4:12
11. Life Is a Rollercoaster (2020 version) – 3:24
12. One of a Kind (orchestral version; with Emeli Sandé) – 3:39
13. Something Wonderful – 3:54